# Kojambuttúr
Kojambuttúr (angolul Coimbatore, tamil nyelven:  கோயம்புத்தூர) város India déli részén, Tamilnádu szövetségi államban. Csennai után az állam 2. legnagyobb városa. Lakossága 1,05 millió, elővárosokkal együtt 2,15 millió fő volt 2011-ben. Dél-India Manchestereként ismert. Ipari központ gyapotfeldolgozással, gépiparral, textil- és élelmiszeriparral, IT-parkkal.

## Fordítás
- Ez a szócikk részben vagy egészben  a   Coimbatore című angol Wikipédia-szócikk fordításán alapul.  Az eredeti cikk szerkesztőit annak laptörténete sorolja fel. Ez a jelzés csupán a megfogalmazás eredetét és a szerzői jogokat jelzi, nem szolgál a cikkben szereplő információk forrásmegjelöléseként.
- Ez a szócikk részben vagy egészben  a   Coimbatore című német Wikipédia-szócikk fordításán alapul.  Az eredeti cikk szerkesztőit annak laptörténete sorolja fel. Ez a jelzés csupán a megfogalmazás eredetét és a szerzői jogokat jelzi, nem szolgál a cikkben szereplő információk forrásmegjelöléseként.